# Ванинский порт (песня)
«Ванинский порт» («Я помню тот Ванинский порт…») — авторская песня времён СССР, которую иногда называют гимном колымских заключённых. Время написания точно не известно. По некоторым данным, песню написал Фёдор Михайлович Дёмин в 1939 году. Колымский «сиделец» А. Г. Морозов утверждал, что слышал эту песню осенью 1947 года и датирует её 1946—1947 годами (строительство Ванинского порта было завершено 20 июня 1945 года). Приписывалась и самоприписывалась целому ряду авторов, в том числе репрессированным поэтам Николаю Заболоцкому, Б. А. Ручьёву и даже расстрелянному в 1938 году Борису Корнилову. В пятом томе собрания сочинений Андрея Вознесенского (издательство Вагриус) на стр. 245—246 есть версия об авторстве Фёдора Михайловича Дёмина-Благовещенского (1915 года рождения). Магаданский литератор А. М. Бирюков подробно исследовал вопрос авторства песни и с большой убедительностью показал, что её автором является Константин Константинович Сараханов, технический руководитель приисков Штурмовой и Мальдяк, заключённый и освобождённый, позднее начальник рудника Ударник. 
Песня названа по имени порта в посёлке Ванино, на Тихоокеанском побережье России. Порт Ванино был пересадочным пунктом для этапов заключённых, следовавших к месту отбытия наказания на Колыму. На станции и в порту Ванино происходила пересадка заключённых из железнодорожных эшелонов на пароходы, следовавшие в Магадан — административный центр «Дальстроя» и Севвостлага.

## Текст песни
Современный вариант песни:

Я помню тот Ванинский порт

И крик пароходов угрюмый,

Как шли мы по трапу на борт

В холодные мрачные трюмы.

На море спускался туман,

Ревела стихия морская.

Лежал впереди Магадан,

Столица Колымского края.

Не песня, а жалобный крик

Из каждой груди вырывался.

«Прощай навсегда, материк!» —

Хрипел пароход, надрывался.

От качки стонали з/к,

Обнявшись, как родные братья,

И только порой с языка

Срывались глухие проклятья.

Будь проклята ты, Колыма,

Что названа чудной планетой.

Сойдешь поневоле с ума,

Отсюда возврата уж нету.

Пятьсот километров — тайга.

В тайге этой дикие звери.

Машины не ходят туда.

Бредут, спотыкаясь, олени.

Тут смерть подружилась с цингой,

Набиты битком лазареты.

Напрасно и этой весной

Я жду от любимой ответа.

Я знаю: меня ты не ждёшь

И писем моих не читаешь,

Встречать ты меня не придёшь,

А если придёшь — не узнаешь…

Прощай, моя мать и жена!

Прощайте вы, милые дети.

Знать горькую чашу до дна

Придется мне выпить на свете! 